# Зимняя спячка (фильм)
«Зимняя спячка» (тур. Kış Uykusu) — кинофильм режиссёра Нури Бильге Джейлана 2014 года по мотивам рассказа «Жена» А. П. Чехова. Фильм удостоен «Золотой пальмовой ветви» 67-го Каннского кинофестиваля. Фильм был впервые показан 16 мая в 2014 году в рамках фестиваля.

## Сюжет
Картина рассказывает о человеке по имени Айдын, бывшем актёре, владельце небольшой гостиницы где-то в Каппадокии. Зимой он остаётся там один на один с недавно разведённой сестрой и женой, которая давно уже его не любит.

## В ролях
- Халук Бильгинер — Айдын
- Мелиса Сёзен — Нихаль, жена Айдына
- Серхат Кылыч — Хамди
- Демет Акбаг — Неджла, сестра Айдына
- Айберк Пекджан — Хидайет, водитель Айдына
- Неджат Ишлер — Исмаил
- Тамер Левент — Суави
- Надир Сарыбаджак — Левент, учитель

## Производство
Фильм был снят турецкой кинокомпанией «NBC Film» в сотрудничестве с турецким «Zeynofilm», немецким «Bredok Film Production» и французским «Memento Films». На съёмки также было выделено 450 000 евро европейским фондом «Eurimages». Съёмки фильма происходили в течение двух зимних месяцев в Каппадокии, после чего последовали 4 недели работы над студийными сценами в Стамбуле.
В фильме в весьма декларативной форме присутствуют отсылки к русской литературной классике (Толстой, Достоевский, Чехов). Сцена сожжения денег напрямую позаимствована из романа «Идиот».

## Награды и номинации
- 2014 — приз «Золотая пальмовая ветвь» и приз ФИПРЕССИ на Каннском кинофестивале.
- 2014 — приз зрительских симпатий Сиднейского кинофестиваля.
- 2014 — три номинации на премию Европейской киноакадемии: лучший европейский фильм (Зейнеп Озбатур Атакан, Нури Бильге Джейлан), лучший европейский режиссёр (Нури Бильге Джейлан), лучший европейский сценарист (Нури Бильге Джейлан, Эбру Джейлан).
- 2015 — 6 премий Турецкой ассоциации кинокритиков: лучший фильм, лучший режиссёр (Нури Бильге Джейлан), лучший актёр (Халук Бильгинер), лучшая актриса (Мелиса Сёзен), лучший актёр второго плана (Айберк Пекджан), лучшая операторская работа (Гёкхан Тирьяки). Кроме того, лента была номинирована ещё в 7 категориях.
- 2015 — номинация на премию «Сезар» за лучший иностранный фильм.
- 2015 — номинация на премию «Аманда» за лучший иностранный фильм.
- 2015 — номинация на премию «Бодиль» за лучший неамериканский фильм.
- 2015 — номинация на премию Лондонского кружка кинокритиков за лучший фильм на иностранном языке.